# Rotation de stock
La rotation de stock est un des indicateurs utilisés par les fonctions de contrôle de gestion et de logistique. Comme toutes les rotations calculées dans le monde financier, elle exprime en une durée la quantité d'un stock. Elle est souvent exprimée d'une façon indirecte, en fréquence de renouvellement dans une période : dire que le stock tourne 4 fois dans l'année est équivalent à un stock d'une durée de 3 mois, si la rotation du stock est de 12 dans l'année, le stock tourne en 1 mois. En anglais, le terme employé est "Inventory turnover".

## Enjeux de la rotation des stocks
Cette notion constitue un indicateur de la qualité de gestion des approvisionnements, des stocks et des pratiques achat et de production d'une entreprise et surtout des prévisions qui les déterminent. Les entreprises souhaitent éviter d'une part d'allouer trop de financements à des stocks trop importants par rapports aux besoins réels (être en dessous d'un maximum), d'autre part de se retrouver en rupture de stock et ne pas pouvoir produire dans le cas des matières premières et produits semi-ouvrés, ou de livrer un client dans le cas de marchandises ou de produits finis (être au-dessus d'un minimum).

## Calcul de la rotation des stocks
Il existe de multiples façons de calculer les rotations de stocks. Les analystes financiers les calculent à partir des états financiers publiés par une entreprise et se contentent d'un indicateur synthétique pour toute l'entreprise. En interne, les services de contrôle de gestion, d'ordonnancement, d'achat, de logistique, de vente, etc. souhaiteront de préférence calculer la rotation de chaque référence (produit fini, marchandise, produit intermédiaire ou semi-ouvré, matière première) en utilisant des quantités. Celles-ci peuvent être exprimées en unité de mesure physique (masse, volume) ou en nombre d'unités. Les entreprises industrielles ou de distribution n'auront pas nécessairement la même approche pour calculer les rotations des stocks.
La rotation de stock correspond à la fréquence moyenne de renouvellement du stock au cours d'une période donnée. Elle s'obtient en divisant l'utilisation constatée durant une période donnée (obtenue au travers du coût des ventes, par exemple ...), par la valeur du stock.
En utilisant des montants inscrits en comptabilité / comptabilité analytique, le calcul suivant est possible :
{\displaystyle Rotation\;des\;stocks={\frac {Cout\;des\;ventes}{Valeur\;du\;stock}}}
La valeur du stock utilisée dans ce calcul peut être soit la valeur à la date de calcul, soit une moyenne calculée sur une période, généralement la période de référence du calcul de la rotation.
En utilisant des quantités :
{\displaystyle Rotation\;du\;stock={\frac {Nombre\;d'unites\;vendues}{Nombre\;d'unites\;en\;stock}}}
Par exemple une rotation hebdomadaire de 3 signifie que le stock considéré se renouvelle 3 fois par semaine. Bien sûr, les unités "vendues" au numérateur peuvent être remplacées par des unités consommées dans un cycle de production pour une période. Le nombre d'unités en stock peut être un nombre moyen. Les logiciels de gestion de stock / de production utilisent plus volontiers ces méthodes basées sur des quantités physiques.
Il existe d'autres méthodes comme le count back : il s'agit de l'agrégation cumulée à rebours, en additionnant les coûts des ventes / coûts d'approvisionnement / quantités consommées de, j0, j-1, j-2, ... ji, ... jn jusqu'à atteindre la quantité en stock. Le nombre de jours correspond à une rotation complète du stock.
Lorsque l'on souhaite exprimer en durée la rotation des stocks (ce que les Anglo-saxons appellent "average days to sell"), on norme souvent la consommation de l'actif en stock sur une période. Les Américains utiliseront facilement 91 jours pour un trimestre.
avec {\displaystyle Cout\;des\;ventes\;quotidien={\frac {Cout\;des\;ventes\;trimestriel}{91}}}
{\displaystyle Rotation\;du\;stock={\frac {Cout\;des\;ventes\;quotidien}{valeur\;du\;stock}}}